# آمریکایی فراری: حقیقت درباره حسن
 آمریکایی فراری: حقیقت درباره حسن (به انگلیسی: American Fugitive: The Truth About Hassan) عنوان فیلمی است ایرانی-کانادایی و مستند به کارگردانی جین دنیل لافوند. این فیلم محصول سال ۲۰۰۶ میلادی است.

بلفیلد به طور غیرمنتظره‌ای در نقش یک فعال سیاسی تبعیدی آمریکایی ، در فیلم قندهار در سال ۲۰۰۱ ظاهر شد. لافوند سپس برای فیلم‌ برداری مستندی درباره او، به ایران سفر کرد.